# Matra MS5
La Matra MS5 è una monoposto costruita dalla scuderia francese Matra, utilizzata inizialmente in Formula 2 e poi anche che in Formula 1. 
Su questa vettura fece il suo debutto assoluto Jacky Ickx al Gran Premio di Germania 1966, venendo coinvolta in un incidente con la Brabham BT11 di John Taylor.